# 1406년

## 연호
- 명(明) 영락(永樂) 4년
- 일본(日本) 오에이(応永) 13년
- 호 왕조(胡朝) 카이다이(開大) 4년

## 기년
- 명(明) 성조 영락제(成祖 永樂帝) 4년
- 조선(朝鮮) 태종(太宗) 6년
- 호 왕조(胡朝) 호한트엉(胡漢蒼) 6년

## 탄생
- 음력 5월 - 조선의 윤삼산(尹三山)
- 음력 6월 19일 - 조선의 정충석(鄭忠碩)
- 월일 미상 - 조선의 구치관(具致寬)·김예몽(金禮蒙)·예승석(芮承錫)·이예장(李禮長)·진남군(鎭南君)

## 사망
- 음력 1월 13일 - 조선의 충청도병마절제사(忠淸道兵馬都節制使) 김용초(金用超)
- 음력 2월 10일 - 조선의 영성군(寧城君) 오사충(吳思忠)
- 3월 19일 - 맘루크 왕조의 역사가 이븐 할둔(Ibn Khaldūn)
- 음력 3월 24일 - 조선의 판삼사사(判三司事) 류준(柳濬)
- 음력 5월 26일 - 조선의 검교의정부좌정승(檢校議政府左政丞) 경보(慶補)
- 음력 7월 13일 - 조선의 평양군(平陽君) 박석명(朴錫命)
- 음력 10월 19일 - 조선의 완천군(完川君) 이숙(李淑)